# San Giorgio delle Pertiche
San Giorgio delle Pertiche là một đô thị thuộc tỉnh Padova vùng Veneto, located about 35 km northvề phía tây của Venezia và cách khoảng 14 km northvề phía đông của Padova. Tại thời điểm ngày 31 tháng 12 năm 2004, đô thị này có dân số 8.617 người và diện tích 18,8 km².
Đô thị San Giorgio delle Pertiche bao gồm các frazioni (các đơn vị cấp dưới, chủ yếu là làng) Arsego and Cavino.
San Giorgio delle Pertiche giáp các đô thị: Borgoricco, Campo San Martino, Campodarsego, Camposampiero, Curtarolo, Santa Giustina in Colle, Vigodarzere.